# Johan Frederik Kruse
Johan Frederik Kruse (Zeist, 9 april 1848 – Leeuwarden, 5 oktober 1907) was een Nederlandse orgelbouwer.

## Levensloop
Kruse werd geboren in Zeist op 9 april 1848 en in diezelfde maand gedoopt in de Evangelische Broedergemeente aldaar. Hij was de zoon en oudste van de vier kinderen van Johannes Frederikus Kruse en Elizabeth Hartwigsen. Op 21 mei 1873 verhuisde hij naar Neuwied, iets wat heel gebruikelijk was in die tijd, omdat er vanuit de Broedergemeenten in Nederland veel uitwisseling was met die in Duitsland.
Vanaf november 1875 woonde hij in Leeuwarden en had als beroep orgelbouwer. Hij trouwde op 20 juni 1878 te Leeuwarden met Sophia Maria Hardorff. Zij was de dochter van Willem Hardorff (1815-1899) en Cornelia van der Zeeff. Deze Willem Hardorff werkte eerst als meesterknecht in het bedrijf van Willem van Gruisen, waarna hij dat bedrijf in ca. 1846 overnam. Willem Hardorff was een kleinzoon van M.H. Hardorff, die in het orgelmakersbedrijf van A.A. Hinsch werkte als meesterknecht.
Johan Frederik werkte in het bedrijf van zijn schoonvader. Toen hij zich rond 1880 terugtrok nam Kruse het over.
Johan Frederik Kruse overleed in Leeuwarden op 5 oktober 1907. Na zijn dood werden de nog lopende zaken afgehandeld door de Gebr. Adema.

## Zijn werk
Het werk van Kruse staat nog in de traditie van de Noord-Nederlandse (Friese) orgelmakerijen aan het eind van de 19e eeuw. Vormgeving en opbouw van kas, wind- en regeerwerk getuigen daarvan. Op het eerste gezicht zou men vaak van zijn orgels denken dat ze van Van Dam zijn: het Friese zevendelige orgelfront werd omstreeks 1860 door de orgelmakers Van Dam geïntroduceerd.
Het pijpwerk betrok hij van elders, wat rond de eeuwwisseling meer gebeurde. Vulstemmen als Mixtuur en Sesquialter ontbreken vrijwel overal en het aantal achtvoeten bij orgels met de omvang die hij doorgaans bouwde, van kleine bezetting dus, is vrij groot: de invloed van het muzikaal denken rond de eeuwwisseling; de vulstemmen die heden ten dage op zijn orgels worden aangetroffen zijn latere toevoegingen.
kenmerken van zijn orgels:
- de vormgeving van de vazen en de lier op de fronttorens,
- het voortzetten van de lijnen van de kasstijlen tot in de balustrade onder de kas,
- de hoorn des overvloeds (cornucopia) in de zijpartijen (bij zijn latere orgels).

Er was in die tijd concurrentie in Leeuwarden: ook Bakker en Timmenga, Van Dam en Adema werkten vanuit deze regio. Hij zocht daarom ook werk buiten de regio. Door hem en andere regionale orgelbouwers werden zo honderden dorpskerken van balustrade-orgels voorzien, van de zijde bespeeld en met aangehangen pedaal.

## Orgels (selectie)
| Jaar | Plaats                | Kerk                                  | Afbeelding | Opmerkingen                                               |
| ---- | --------------------- | ------------------------------------- | ---------- | --------------------------------------------------------- |
| 1883 | Nijeholtpade          | Nicolaaskerk                          |            |                                                           |
| 1886 | Koog aan de Zaan      |                                       |            | In 1913 overgeplaatst naar de Ruïnekerk (Bergen)          |
| 1888 | Vaals                 | Kapel Camillianenklooster             |            |                                                           |
| 1888 | Hoogzand (Oostermeer) | Nieuwe Kerk (Hoogzand van Oostermeer) |            |                                                           |
| 1889 | Suawoude              | Gereformeerde kerk                    |            | In 1933 overgeplaatst naar de Doopsgezinde kerk in Wormer |
| 1890 | Kollum                | Gereformeerde kerk                    |            |                                                           |
| 1893 | Kerkwijk              | Hervormde kerk                        |            |                                                           |
| 1894 | Hoorn (Terschelling)  | Sint Janskerk                         |            |                                                           |
| 1896 | Midsland              | Hervormde kerk                        |            |                                                           |
| 1898 | Leerbroek             | Hervormde kerk                        |            | In 1935 bij brand verloren gegaan                         |
| 1899 | Rossum (Gelderland)   | Hervormde kerk                        |            |                                                           |
| 1901 | Sint-Annaland         | Hervormde kerk                        |            | In 1928 overgeplaatst naar Lunteren                       |
| 1902 | Cadzand               | Mariakerk                             |            |                                                           |
| 1903 | Veere                 | Lutherse kerk                         |            | In 1920 overgeplaatst naar de Grote Kerk in Groede        |
| 1905 | Oldeholtwolde         | Kerk van Oldeholtwolde                |            |                                                           |
| 1907 | Nieuwland (Zederik)   | Hervormde kerk                        |            | In 1908 afgebouwd door Adema                              |